# Knowltonia calida
Knowltonia calida är en skalbaggsart som först beskrevs av Knull 1958.  Knowltonia calida ingår i släktet Knowltonia och familjen praktbaggar. Inga underarter finns listade i Catalogue of Life.